# Футболна лига на Аржентина (система)
Футболната лига на Аржентина се състои от две национални първенства (Премиер Дивизия и Премиера B) и регионални долни дивизии.
След Примера B първенствата са разделени на такива с отбори, директно свързани с Аржентинската футболна асоциация (най-вече отбори от Буенос Айрес и околностите, но също и отбори от провинциите Буенос Айрес и Санта Фе), и такива с отбори свързани индиректно посредством техните локални дивизии. Клубовете, директно свързани с футболната асоциация играят в Торнео Аржентино А, B и C. След Торнео Аржентино C има регионални първенства.
При първенствата, които са директно свързани с футболната асоциация няма регионални дивизии, затова отбор, изпаднал от Премиера D трябва да пропусне един сезон.
| Ниво/Ешелон | Дивизии                              | Дивизии                              |
| ----------- | ------------------------------------ | ------------------------------------ |
| 1           | Аржентинска Премиер Дивизия 30 клуба | Аржентинска Премиер Дивизия 30 клуба |
| 2           | Аржентинска Премиера B 23 клуба      | Аржентинска Премиера B 23 клуба      |
| 3           | Премиера B Метрополитана 19 клуба    | Торнео Аржентино A 36 клуба          |
| 4           | Премиера C 20 клуба                  | Торнео Аржентино B 129 клуба         |
| 5           | Премиера D 16 клуба                  | Торнео Аржентино C 269 клуба         |
| 6           | -                                    | Регионални лиги (аматьорски)         |